# Antonio Sánchez García
Antonio Sánchez García es un ex ciclista profesional español. Nació en Madrid el 1 de octubre de 1970. Fue profesional entre 1991 y 1996 ininterrumpidamente.
Su padre Juan Sánchez Camero fue también ciclista profesional.
Pasó al campo profesional de la mano de Javier Mínguez, en el equipo Amaya Seguros.
Su labor siempre era la de gregario de los diferentes jefes de filas que tuvo. Siempre se sacrificaba por el equipo, circunstancia que provocó que no consiguiera victorias en el campo profesional.
Su mejor actuación como profesional fue el tercer puesto en una etapa de la Volta a Cataluña de 1994.
Ganó la etapa reina de la vuelta ciclista a Murcia (Morron de totana) por delante de Peio Ruiz Cabestany y Laurent Fignon.

## Equipos
- Amaya Seguros (1991-1993)
- Artiach (1994-1995)
- Saeco (1996)